# Деркач, Мария Демьяновна
Мария Демьяновна Деркач (в девичестве Фуртак; 25 июня 1896 — 14 апреля 1972) — украинский советский литературовед, писательница, библиотекарь.

## Биография
Мария Деркач родилась 25 июня 1896 года в Струсове в семье народного учителя. В 1915 году окончила перемышльскую гимназию, а в 1926 году — философский факультет Карлова университета. В том же году защитила диссертацию на тему «Жизнь и творчество Леси Украинки», доктор философии.
В 1926—1930 годах работала редактором львовского журнала «Новая хата». В 1930-х годах занималась исследованием творчества Леси Украинки, опубликовала ряд исследований по биографии и семье писательницы. Подготовила к печати много малоизвестных произведений поэтессы.
После прихода советской власти в 1939 году заведовала рукописным отделом библиотеки АН УССР во Львове. Во времени Великой Отечественной войны сумела сохранить архивы Ивана Франко и спасти от вывоза архивное наследие Леси Украинки.
С 1951 года работала научным сотрудником в Институте литературы АН УССР. В 1952 году защитила диссертацию на соискание учёной степени кандидата филологических наук на тему «Летопись жизни и творчества Леси Украинки». В 1954 году перешла в Институт общественных наук во Львове. Занималась исследованием жизни и творчества Леси Украинки, участвовала в научных изданиях её произведений.
Также написала ряд работ о творчестве И. Франко, М. Павлика, О. Кобылянской.
Принимала активное участие в подготовке к печати двадцятитомника И. Франко и пятитомного издания произведений Леси Украинки, в частности четвёртого и пятого томов: «Художественные переводы. Статьи» (1954), «Письма» (1956). Была инициатором и среди главных соавторов трёх томов сборника «Леся Украинка. Публикации. Статьи. Материалы».
Вместе со своим мужем — Ф. М. Деркачем создала «Краткий словарь синонимов украинского языка».
Дочь — Александра Деркач (1924—2004) — музыкант, заслуженный деятель искусств Украины. Сын — Мирон Деркач (род. 1931) — биофизик, доктор наук, профессор.

## Труды
- Леся Українка. Неопубліковані твори. — Л., 1947;
- Леся Українка і польська л-ра. — Л., 1948;
- Листи І. Франка до чехів і словаків // І. Франко: літ. спадщина. — К., 1956;
- Листи до чехів, поляків і болгар // Франко І. Твори: в 20 т. Т. 20. — К., 1956;
- «Франко — літературний критик Лесі Українки» // «Творчість Івана Франка», 1956;
- «Невідома редакція поеми Івана Франка „Смерть Каїна“» // «Іван Франко. Статті», 1960.